# Order Królowej Saby
Order Królowej Saby (ang. Order of the Queen of Sheba) – order kobiecy Cesarstwa Etiopii ustanowiony w 1921 przez cesarzową Zeuditu. W 1974 zniesiony jako odznaczenie państwowe i odtąd order domowy pretendentów do tronu z dynastii salomońskiej.
Dzielił się na pięć klas:
- I klasa – Krzyż Wielki/Wielka Wstęga (Grand Cross/Grand Cordon), od 1950 nadawany zwykle na złotym łańcuchu,
- II klasa – Wielki Oficer (Grand Officer),
- III klasa – Komandor (Commander),
- IV klasa – Oficer (Officier),
- V klasa – Kawaler/Członek (Member/Chevalier),

ale nie zanotowano nadań innych klas, niż pierwsza.
Początkowo przeznaczony był wyłącznie dla kobiet królewskiej krwi, później honorowano nim królowe i małżonki monarchów, a niekiedy również mężczyzn.
Obecnym wielkimi mistrzami wszystkich dziewięciu etiopskich orderów są indywidualnie książę Ermias Sahle Selassie i książę Bekere Fikre Selassie.

## Odznaczeni
M.in.:
- Maria, brytyjska królowa (1935)
- Filip, brytyjski książę
- Charles de Gaulle, francuski prezydent
- Dwight Eisenhower, amerykański prezydent (1954)
- Bokassa, środkowoafrykański cesarz
- Fryderyka, grecka królowa (1959)
- Muhammad ibn Talal, jordański książę
- Bernhard, holenderski książę